# Mawrth Vallis
La Mawrth Vallis è una struttura geologica della superficie di Marte.